# Jean-Pierre Heyko Lékoba
 (janvier 2019).
Si vous disposez d'ouvrages ou d'articles de référence ou si vous connaissez des sites web de qualité traitant du thème abordé ici, merci de compléter l'article en donnant les références utiles à sa vérifiabilité et en les liant à la section « Notes et références ».
 (janvier 2019).
Jean-Pierre Heyko Lékoba est un homme politique congolais, préfet du département de Niari depuis 2008. Auparavant, il était député à l'Assemblée nationale du Congo-Brazzaville de 2002 à 2007.

## Biographie
Lékoba a été inspecteur de division chargé du contrôle administratif juridique et financier au ministère de l'Économie forestière, des ressources halieutiques et des ressources halieutiques de 1996 à 1997. Il a été conseiller spécial du Premier ministre Charles David Ganao en 1997. Lors des élections législatives de mai à juin 2002, Lékoba a été élu à l'Assemblée nationale en tant que candidat de la circonscription d'Etoumbi. Il a également été élu coprésident du Comité du développement économique, des finances et du commerce de l'Assemblée parlementaire ACP-UE le 29 mars 2003 lors d'une réunion à Brazzaville. Lékoba a siégé à l'Assemblée nationale jusqu'à la fin de sa législature en 2007. Il a ensuite été nommé préfet de Niari le 14 octobre 2008. Au sixième Congrès extraordinaire du Parti travailliste congolais (PCT), tenu en juillet 2011, Lékoba a été élu au Comité central du PCT, composé de 471 membres.

## Publications
Lékoba est également écrivain et écrit des essais sur son pays, le Congo :
- Le poids des souvenirs - La quête du présent, L'Harmattan, 2012 (Le poids des souvenirs - La quête du présent), 170 p.  (ISBN 978-2-336-00684-0)coll. Congo-Brazzaville
- Les Sentiers des Origines - O'tsina, L'Harmattan, 2014 (Les Sentiers des Origines - O'tsina), 216 p.  (ISBN 978-2-343-02745-6)coll. Congo-Brazzaville
- La problématique démocratique au Congo-Brazzaville, L'Harmattan, 2015 (La problématique démocratique au Congo-Brazzaville), 244 p.  (ISBN 978-2-343-06487-1)coll. Congo-Brazzaville
- Notre « maison commune » le Congo, L'Harmattan, 2018 (Notre « maison commune » le Congo), 140 p.  (ISBN 978-2-343-13663-9)coll. Congo-Brazzaville
- La Congolité : une quête, L'Harmattan, 2018 (La Congolité : une quête), 134 p.  (ISBN 978-2-343-13396-6)coll. Congo-Brazzaville